# Klokkeblomst og legenden om ønskedyret
Klokkeblomst og legenden om ønskedyret  er en amerikansk computeranimeret film instrueret af Steve Loter. Det er den sjette fuldlængde film og syvende i DisneyToon Studios Klokkeblomst filmserie, baseret på Klokkeblomst fra J. M. Barries Peter og Wendy.

## Medvirkende
- Özlem Saglanmak - Klokkeblomst (stemme)
- Julie R. Ølgaard - Faunia (stemme)
- Cecilie Stenspil - Rosetta (stemme)
- Neel Rønholt - Silvia (stemme)
- Maria Rich - Vidia (stemme)
- Maria Lucia Heiberg Rosenberg - Iridessa (stemme)